# 柔佛名牌城
柔佛名牌城是一座位于马来西亚古来县优美城的购物商场，截至2021年共有130家设计师及名牌专卖店。柔佛名牌城由云顶赛门集团所属的云顶赛门私人有限公司持有，是云顶种植有限公司和赛门产业集团的合资企业。 
柔佛名牌城的第一阶段于2011年12月11日正式开放。2013年11月15日，第二阶段完工，增加了50家新商店。5年后即2018年11月15日，第三阶段竣工，增加了20家新商店，将商店总数提升为150家。

## 历史
柔佛名牌城于2011年12月开业，是云顶种植有限公司和赛门产业集团的合资企业。这也是继浮罗交怡的东方村后马来西亚境内的第二家名牌城。日经亚洲新闻表示，柔佛名牌城内有的店家包括巴利、薩爾瓦托勒·菲拉格慕、芙拉、杰尼亚及蔻驰等奢侈品牌，旨在吸引来自马来西亚及邻国新加坡的访客。
2013年11月，柔佛名牌城第二阶段竣工。在2013年的东南亚地产大奖中，柔佛名牌城获颁马来西亚最佳商业开发奖及马来西亚最佳商业建筑设计奖。
2018年，柔佛名牌城的设计师及名牌专卖店共有130家。
2019年，柔佛名牌城的设计师及名牌专卖店提升为150家，每年吸引约450万名访客。

## 地点
柔佛名牌城位于南北大道与马新第二通道的交界处，占地18.2公顷，建筑面积为379,000平方英尺。附近建有士乃国际机场，距离吉隆坡3小时车程，离新加坡市中心仅1小时车程距离。

## 资料来源
1. ↑  , Simon, 2021  [2023-01-09], （原始内容存档于2023-04-20）
2. 1 2 3 4  , 星报 (马来西亚), March 22, 2019  [2023-01-09], （原始内容存档于2023-01-09）
3. 1 2 3  , The Borneo Post（英语：The Borneo Post）, June 10, 2018  [2023-01-09], （原始内容存档于2023-01-09）
4. ↑  Lim, Kevin, , May 30, 2019  [2023-01-09], （原始内容存档于2022-12-26）
5. ↑  Clampet, Jason, , The Asia News Network, 2013  [2023-01-09], （原始内容存档于2023-01-09）